# 영상연에는 손대지 마!
《영상연에는 손대지 마!》(일본어: 映像研には手を出すな！)는 오와라 스미토가 그린 일본 만화이다. 2016년 7월 27일부터 쇼가쿠칸의 잡지 《월간! 스피리츠》에서 연재됐으며 2023년 7월 기준으로 단행본 총8권으로 엮여 출판됐다.
애니메이션 제작자를 지망하는 고등학생 1학년 아사쿠사 미도리가 친구 카나모리 사야카와 미즈사키 츠바메와 뭉쳐 학교 동아리 영상연을 개설해 아니메을 제작하는 것이 이야기의 주된 내용이다.
사이언스 SARU가 제작한 애니메이션판이 2020년 1월부터 3월까지 방영됐다. 로봇이 제작한 실사 드라판이 2020년 4월부터 5월까지 방영됐으며 2020년 9월에 이에 기반한 극장영화가 개봉됐다.

## 흥행

### 만화
애니메이션 방영이 시작된 2020년 1월에 단행본 발행부수가 50만 장을 초과했다.